# Cộng sự hổ báo
Cộng sự hổ báo (tiếng Anh: War Dogs) là một bộ phim điện ảnh 2016 của Mỹ thuộc thể loại chính kịch, hài kịch đen và tiểu sử do Todd Phillips đạo diễn kiêm viết kịch bản cùng Jason Smilovic và Stephen Chin, dựa trên một bài viết trên Rolling Stone của Guy Lawson. Sau đó Lawson viết một cuốn sách có tựa đề là Arms and the Dudes để thuật lại câu chuyện. Phim kể về hai nhà buôn bán vũ khí là Efraim Diveroli và David Packouz nhận được hợp đồng của quân đội Mỹ để cung cấp đạn dược cho quân đội quốc gia Afghan trị giá $300 triệu. Phim khởi chiếu tại Việt Nam ngày 19 tháng 8 năm 2016.